# 鹿島綾乃
鹿島 綾乃（かしま あやの、1972年3月14日 - ）は、NHKのアナウンサー。

## 人物
鹿児島県鹿児島市出身。鹿児島県立鶴丸高等学校、京都大学法学部卒業後、1994年に入局。記者として大阪放送局に赴任後、宮崎放送局でアナウンサーへ転向した。

## 挿話
『ことばおじさんのナットク日本語塾』でも明らかにした“薩摩おごじょ”である（「おごじょ」とは鹿児島弁で女性の意）。

## 現在の担当番組・業務
- ほっと関西（メインキャスター）（木・金曜：2025年4月3日 - ）[1]
- 列島ニュース（キャスター：2025年3月31日 - ）
- あさイチ（近畿地域中継リポーター）（2023年8月 - ）
- 関西のニュース

## 過去の担当番組
宮崎放送局時代（1997年度 - 1999年度）
- ニュースまるごと宮崎
- 宮崎県のニュース

福岡放送局時代（1999年度 - 2002年度）
- 福岡県・九州沖縄のニュース
- ゆうどき5福岡 リポーター

東京アナウンス室時代（1度目）（2002年7月 - 2007年度）
- NHKニュースおはよう日本スポーツキャスター（2002年8月19日 - 30日）藤井彩子の代打
- 経済羅針盤（2004年4月 - 2005年3月）
- 海外ネットワーク（2005年9月4日、2006年9月24日）道傳愛子の代打
- NHK週刊ニュース（2005年4月 - 2006年3月）
- NHKニュースおはよう日本 中継リポーター

※2007年4月から6月まで有働由美子が行くまでの繋ぎとしてアメリカ総局に派遣され、大リーグ関係の現地取材も行っていた。ちょうど松坂大輔がボストン・レッドソックスに入団した年でもあり、「松坂番」として連日ニュースに登場。
- 探検ロマン世界遺産 リポーター
- NHKニュース7 ニュースリーダー（主に日曜日）
- NHKニュース (午後5時)・海外安全情報（不定期）

甲府放送局時代（2008年度 - 2010年度）
- Newsまるごと山梨（甲府局時代、2008年度 - 2011年3月10日）
- ニュース山梨845（不定期）
- 山梨県のニュース

東京アナウンス室時代（2度目）（2011年度 - 2015年6月）
- NHKニュースおはよう日本（まちかど情報室）キャスター[2]
- 月刊 まちかど情報室（2011年6月- 2015年3月）キャスター
- マサカメTV（2013年2月23日、2013年4月 - 2015年3月、レギュラー化）司会
- ETV特集 「 ネットワークでつくる放射能汚染地図」（2011年5月15日）
- 「躍進と リストラ のはざまで ~労使対立にゆれる 韓国 」（2013年11月9日）ナレーション
- テレビが映したスポーツ60年（BS1、ナレーション・2013年度）
- NHK BSニュース（2014年2月14日・3月23日・6月5日、徹宵番）
- 東京JAZZ 2013、2014（開催日のNHK-FMにおける中継時アナウンス、BS放送時のナレーションおよびミュージシャンへのインタビューを担当）
- 目撃!日本列島・近くて遠いふるさと~福島県・大熊町の子供たち（ナレーション:2015年5月30日）
- 2015年度新人アナウンサー研修にて講師を務めた。

金沢放送局時代（2015年6月 - 2018年6月）
- 金沢局アナウンス統括（副部長）
- 石川県のニュース（不定期）
- かがのとイブニング（越塚優らの代理キャスター、編集責任者）
- じわもんラジオ（パーソナリティ、編集責任者）
- ニュースいしかわ845（不定期）
- ニュースいしかわ645（不定期）
- おはよう石川（不定期）
- さらさらサラダ石川（編集責任者）
- 金曜イチからスペシャル｢秋のごちそう いただきます!｣（ナレーション・2017年9月29日）
- コールサインアナウンス（テレビ、ラジオともに担当）

東京アナウンス室時代（3度目）（2018年6月 - 2021年6月）
- ニュース シブ5時（寺門亜衣子休暇に伴う代理キャスター・2018年6月21日、守本奈実休暇に伴う代理キャスター・2020年4月14日、16日、12月1日）
- 首都圏ニュース845（2018年6月21日、7月4日、8月3日、10月23日、12月11日、12日、2019年2月1日、8日、3月12日、8月22日）
- ニュースいしかわ845（2020年1月20日、応援要員）
- ほっとぐんま630（2020年12月7日 - 9日、原口雅臣の代理キャスター）
- 首都圏ネットワーク　リポーター・ニュースリーダー（2018年6月14日 - 2021年6月）
- ニュース・気象情報・リポート（主に関東甲信越ローカル）
  - 首都圏の定時ニュースを担当（11:24 - 11:30 ひるまえ ほっと内の関東地方ローカル、12:15 - 12:20 関東地方ローカル、15:05 - 15:07 関東甲信越ローカル）
- NHKけさのニュース（ラジオ第1）（祝日・不定期 7:00 - 7:15）
  - ラジオニュース（祝日、不定期）（マイあさ!内の5時台 - NHKけさのニュース及び午前9時 - 午前11時の定時ニュースなど）

大阪放送局時代（2021年7月 - ）
- 関西ラジオワイド （メインパーソナリティ：2021年7月 - 2025年3月28日）大山武人と隔週で担当[3]。
- ほっと関西 サタデー（キャスター）（2022年3月19日 - 2025年3月15日）
- ニュース きん5時（2023年8月4日、石橋亜紗の代理キャスター）
- 令和6年能登半島地震の緊急報道対応による金沢放送局（勤務経験有）への応援派遣で、全国ニュースへの入中と石川県内のニュースを担当（2024年1月6日 - 7日）。
- ほっと関西（嶋田ココの代理キャスター・2024年10月30日、11月1日、12月20日）

## 同期のアナウンサー
中野純一・三上弥・浅野正紀・高橋美鈴・金子哲也・田中朋樹・小田切千・坂梨哲士・石井麻由子・石井哲也・三橋大樹・北村紀一郎・阪本篤志